# Сяка (Горж)
Сяка (рум. Seaca) — село у повіті Горж в Румунії. Входить до складу комуни Логрешть.
Село розташоване на відстані 193 км на захід від Бухареста, 39 км на схід від Тиргу-Жіу, 67 км на північ від Крайови.

## Населення
За даними перепису населення 2002 року у селі проживали 408 осіб, з них 407 осіб (99,8%) румунів. Рідною мовою 407 осіб (99,8%) назвали румунську.